# Mitrasacme paludosa
Mitrasacme paludosa är en tvåhjärtbladig växtart som beskrevs av Robert Brown. Mitrasacme paludosa ingår i släktet Mitrasacme och familjen Loganiaceae. Inga underarter finns listade i Catalogue of Life.